# Гідратація

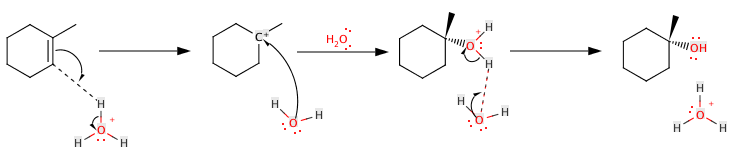
Реакція гідратації.

Гідратація — оборотне приєднання води до речовин, що перебувають у розчиненому або вільному стані, з утворенням гідратів (кристалічні — кристалогідрати), де вона зберігає свою структурну цілість і здатна термічно або під дією дегідратуючих засобів відщеплюватися (процес дегідратації).

## Загальний опис
Гідратація є різновидом сольватації — приєднання до речовин будь-якого розчинника. Розрізняють гідратацію електролітів, молекул у розчинах, гідратацію з утворенням твердих гідратів, гідратацію оксидів, органічних, високомолекулярних сполук та ін. На відміну від гідролізу гідратація не супроводжується утворенням водневих та гідроксильних йонів. Гідратація електролітів у розчинах є головною причиною їх дисоціації на йони — вона зумовлює стійкість йонів у розчинах і утруднює асоціацію йонів. Гідратація найбільш виражена в сильних електролітів. Якщо процес гідратації супроводжується дисоціацією молекули води на Н+ і ОН– і їх приєднанням до кратних зв'язків (зокрема гетерозв'язків), то це так звана ковалентна гідратація, особливо характерна для гетероциклічних сполук.
Розрізняють різновиди:
Гідратація мінералу — процес адсорбції води, а також входження молекул води чи йонів Н3О+, ОН- у кристалічну ґратку мінералу.

## Число гідратації
Число молекул води, асоційованих з йоном у процесі сольватації у водному розчині.